# Violette Dorange

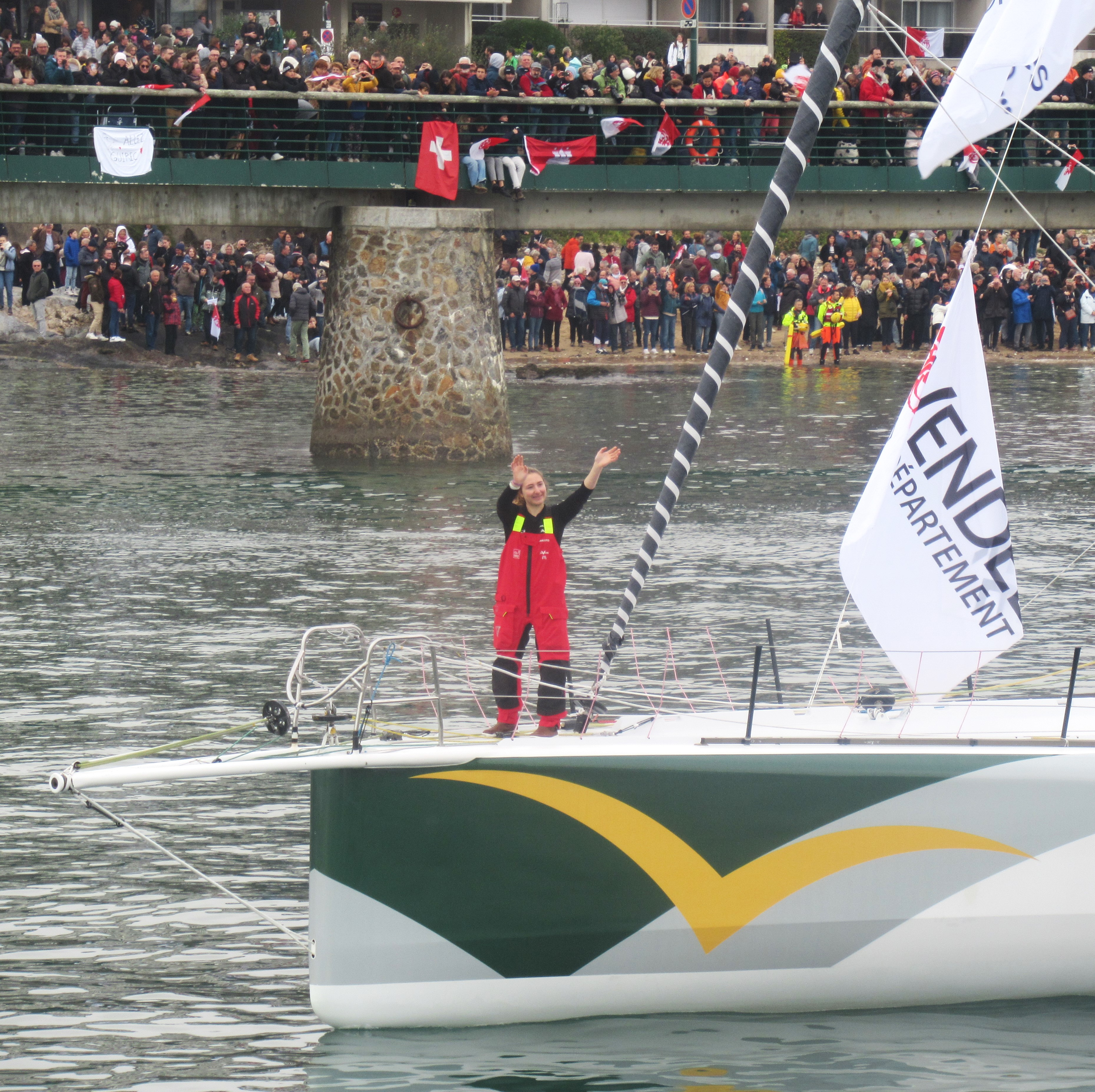
Violette Dorange beim Start zur Vendée Globe im November 2024

Violette Dorange (geb. 17. April 2001 in Rochefort (Charente-Maritime)) ist eine französische Seglerin. Sie absolvierte die erste Kanalüberquerung in einem Optimisten zwischen der Isle of Wight und Cherbourg im Mai 2016, dann die erste Überquerung der Straße von Gibraltar in einem Optimisten im Jahr 2017. Sie ist die jüngste, die den Atlantik in einer Regatta und Einhand während des Mini-Transat 2019 überquerte, und die jüngste Frau, die 2020 am Solitaire du Figaro teilnahm. Bei der Retour à la base 2023 ist sie mit 22 Jahren die jüngste Seglerin, die den Atlantik allein am Steuer eines Schiffes überquert hat.

## Biographie

### Kindheit, Anfänge
Violette Dorange wurde am 17. April 2001 in Rochefort im Département Charente-Maritime geboren. Ihre Eltern, beide ausgebildet in Tiermedizin, zogen von Paris nach Pont-l'Abbé-d'Arnoult, wo Violette Dorange aufwuchs. Sie ist das jüngste von drei Kindern. Alle drei sind als Mitglieder im Segelclub La Rochelle Nautique registriert. Violette begann im Alter von sieben Jahren im Optimisten mit dem Segelsport. Zunächst war sie nicht besonders interessiert am Segeln, aber ihre Eltern ermutigten sie, dieses eine Jahr zu Ende zu bringen. Dabei zeigte sich, dass es die Regatten sind, die sie am Segelsport schätzt. Ihr Vater, ein Landtierarzt und Studienfreund von Jean-Pierre Dick, nahm sie regelmäßig mit, um dessen Rennstarts zu sehen.

### Optimist, 420er, Mini-Transat, Solitaire du Figaro
Parallel zu ihrem Wettkampfdebüt bei der Pôle France in La Rochelle trat sie der Abteilung für Segelsportstudien des Gymnasiums Jean-Dautet bei. Sie setzte ihr Studium an der INSA Rennes im Bereich Sports Excellence fort, während sie in Port-la-Forêt im Finistère trainierte.
Im Jahr 2016 überquerte sie im Alter von 15 Jahren als erste Frau den Ärmelkanal in einem Optimisten in 15 Stunden. Im Jahr 2017 war sie auch die erste, die die Straße von Gibraltar in einem Optimisten überquerte, und zwar in 5 Stunden und 27 Minuten.
Zusammen mit Camille Orion wurde sie in den Jahren 2016 und 2017 in der Bootsklasse 420er zweimal französische Meisterin. Sie gewann eine Bronzemedaille bei der Europameisterschaft 2017, und ebenfalls im Jahre 2017 eine Silbermedaille bei den Jugendweltmeisterschaften in der Kategorie Mädchen sowie zwei Bronzemedaillen. Im Jahr 2019 nahm sie im Alter von 18 Jahren als jüngste Frau am Mini-Transat teil. Im folgenden Jahr war sie auch die jüngste Frau, die am Solitaire du Figaro teilnahm.

### Imoca, Vendée Globe 2024–2025
Am 10. November 2024 startete sie  bei der Vendée Globe 2024–2025 mit 23 Jahren als jüngste Teilnehmerin. Sie beendete am 9. Februar 2025 nach 90 Tagen, 25 Stunden, 37 Minuten und 9 Sekunden als 25. von 40 gestarteten Teilnehmern.

## Regatta-Erfolge
- 2025: 25. Platz bei der Vendée Globe 2024/25
- 2024:
  - 13. Platz bei Défi Azimut-Lorient Agglomération
  - 18. Platz bei New York Vendée - Les Sables d'Olonne
  - 18. Platz bei The Transat CIC
- 2023:
  - 23. Platz bei Retour à La Base
  - 21. Platz bei Transat Café L'Or
  - 13. Platz bei Défi Azimut-Lorient Agglomération
- 2022:
  - 4. Platz gemeinsam mit Julien Pulvé (double-handed) beim Sardinia Cup
  - 10. Platz bei Solitaire du Figaro
- 2021:
  - 19. Platz bei Solitaire du Figaro
  - 9. Platz gemeinsam mit Alan Roberts beim Transat en Double Figaro
- 2020: 30. Platz bei Solitaire du Figaro
- 2019: 16. Platz bei Mini-Transat
- 2018: 3. Platz bei den Young Open 420 World Championships
- 2017:
  - 2. Platz bei den Open 420 Youth World Championships
  - 1. Platz bei den French Open 420 Championships
- 2016:
  - 3. Platz bei den Open 420 World Youth Championships
  - 1. Platz bei den French Open 420 Championships